# Студент (фильм)
«Студент» (каз. Студент) — фильм казахстанского режиссёра Дарежана Омирбаева, основанный на романе Федора Михайловича Достоевского «Преступление и наказание». Премьера картины состоялась 17 мая 2012 года на Каннском кинофестивале в программе «Особый взгляд».

## История создания и премьеры
Картина не выходила в широкий прокат у себя на родине, как и большинство фильмов Омирбаева, ограничившись лишь двумя показами в алматинском кинотеатре «Цезарь». Для своего фильма режиссёр подбирал непрофессиональных актёров, так,  главную роль исполнил студент-кинематографист Нурлан Байтасов из Казахской академии искусств, где преподавал и сам Омирбаев. «Студент» стал третьим фильмом, в основу которого режиссёр положил произведения русской классической литературы. Двумя другими были ленты «Шуга» (2007, по «Анне Карениной» Льва Толстого) и «О любви» (2006, по рассказам Антона Чехова).
«Студент» был включён в программу «Особый взгляд» 65-го Каннского кинофестиваля. Он стал третьей картиной Омирбаева, принимавшей участие в этом фестивале. При этом сам режиссёр утверждал, что не стремился снимать фестивальное кино, а скорее рассчитывал на массового потребителя.

## Сюжет
По сюжету фильма действие происходит в современном Казахстане. Студент Алматинского университета (имя его в фильме так и не называется) живёт в съёмной квартире. В течение фильма он сталкивается с такими проблемами, как нищета и социальное расслоение общества. Студент слушает лекцию профессора, исповедующего социальный дарвинизм, который, по его мнению, должен привести Казахстан к процветанию. У него появляется мысль пойти на преступление, чтобы каким-то образом определить своё место в этом мире.
В итоге он решается на него и грабит продуктовый магазин, куда ранее часто заходил за хлебом. Он убивает его хозяина, а также случайно зашедшую в него покупательницу. После совершения преступления он чувствует себя ещё хуже, полностью отгораживается от общества. Он начинает всё больше раскаиваться, особенно после того, как его навестили мать и сестра. В конце концов студент сдаётся полиции, сознавшись в преступлении. В тюрьме его навещает влюблённая в него девушка.

## Критика
По мнению рецензента из издания Variety Омирбаев в своём «Студенте», как и в другой своей картине «Киллер» (1998), прежде всего, отобразил свой критический взгляд на происходящие перемены в своей стране, когда общество в погоне за благами и символами благополучия в современного мире отказывает от своей самобытности. Он также отмечал, что героиня фильма, прототипом которой является Соня Мармеладова, не занимается проституцией, хотя в целом сюжет «Студента» почти полностью идентичен с сюжетом романа. Кроме того, он нашёл сходства картины Омирбаева с «Преступлением и наказанием» финского кинорежиссёра Аки Каурисмяки.
Стивен Долтон в издании The Hollywood Reporter дал отрицательную оценку картины Омирбаева, охарактеризовав её как серую и беспомощную. Безымянного студента в сравнении с Раскольниковым Достоевского, безумным и постоянно занимающимся самокопанием, он определ как «практически отмороженного». Также он отметил отсутствие в фильме героя, соответствующего персонажу Порфирию Петровичу из романа. К запоминающимся эпизодам из картины Долтон отнёс сцену с ослом, тянущим «Range Rover», которая может даже послужить оммажем (данью уважения) Достоевскому и Брессону.
У себя на родине «Студент» встретил смешанные отзывы. Кинокритик Олег Борецкий и культуролог Мурат Ауэзов похвалили фильм, указав на его актуальность и авторский стиль. А критик Андрей Черненко наоборот оказался полностью разочарован увиденным. Он отметил, что зрители на киносеансе либо засыпали, либо вовсе его покидали. По его мнению фильм вышел очень скучным, а режиссёр продемонстрировал своё неумение работы с актёрами.